# Austin Dufault
Pour les articles homonymes, voir Dufault.
Austin Dufault, né le 3 janvier 1990 à Dickinson au Dakota du Nord, est un joueur américain de basket-ball.